# Zielonek zlepiony
Zielonek zlepiony (Pachyphlodes conglomerata (Berk. & Broome) Doweld) – gatunek grzybów z rodziny kustrzebkowatych (Pezizaceae)

## Systematyka i nazewnictwo
Pozycja w klasyfikacji według Index Fungorum: Pachyplodes, Pezizaceae, Pezizales, Pezizomycetidae, Pezizomycetes, Pezizomycotina, Ascomycota, Fungi i.
Po raz pierwszy opisali go w 1862 r. Miles Joseph Berkeley i Christopher Edmund Broome, nadając mu nazwę Pachyphloeus conglomeratus. Obecną nazwę nadał mu Aleksandr Doweld w 2013 r. Synonimy:
- Pachyphloeus citrinus var. conglomeratus (Berk. & Broome) Quél. 1886,
- Pachyphloeus conglomeratus Berk. & Broome 1846.

Polską nazwę rodzaju (zielonek) podaje M.A. Chmiel (dla nieaktualnej nazwy Pachyploeus), nazwa gatunkowa (zlepiony) jest tłumaczeniem nazwy naukowej.

## Morfologia
Owocnik
O średnicy 1–3 cm i kształcie zbliżonym do kulistego lub owalnego, czasem nieregularny. Pokryty jest guzami i wgłębieniami, a u podstawy występuje sterylny nibytrzon z grzybnią. Perydium matowe, zamszowate, u starszych okazów łuseczkowate. Powierzchnia zewnętrzna początkowo plamista żółto-zielona, potem czerwono-brązowa, ale czasami intensywnie żółta lub pomarańczowo-żółta. Gleba u młodych okazów biało-żółtawa, przedzielona białymi lub szarożółtymi żyłkami, u starszych oliwkowa, żółtopomarańczowa lub zielonkawa z brązowymi żyłkami tworzącymi marmurkowatą mozaikę. Miąższ jędrny i twardy, bez wyraźnego smaku, ze słabym, nieprzyjemnym zapachem.
Cechy mikroskopowe
Perydium 220–300 μm, zbudowane z kulistych, grubościennych, nieamyloidalnych komórek (sferocytów) o średnicy 15–30 μm. Ich zewnętrzna ma kolor żółtoczerwny, wewnętrzna bladożółty. W egzoperydium są włoskowate, cylindryczne pilocystydy z przegrodami, o obłych wierzchołkach i wymiarach 40-75 × 4–7 μm. Worki 8-zarodnikowe, 150-240 × 35–55 μm, na długich szypułkach, maczugowate, rzadziej cylindryczne. Worki zazwyczaj są dwurzędowe, ale czasami zarodniki są w nich ułożone chaotycznie.. Askospory 15–18 μm, kuliste, początkowo szkliste, potem żółtawe do oliwkowych, gęsto pokryte cylindrycznymi, czasem lekko zaostrzonymi, cyjanofilnymi kolcami o wysokości 1–3 μm.

## Występowanie i siedlisko
Brak tego gatunku w opracowanej przez M.A. Chmiel w 2006 r. „Krytycznej liście wielkoowocnikowych grzybów workowych Polski”, ale jego stanowiska podano w 2007, 2011, 2020 i 2021 r., m.in. w Pieninach. W internetowym atlasie grzybów znajduje się na liście gatunków zagrożonych i wartych objęcia ochroną.
Ektomykoryzowy grzyb podziemny. Występuje w lasach mieszanych pod ściółką, wyłącznie na glebach wapiennych, na niedużej głębokości (1–3 cm pod powierzchnią gleby), zwykle gromadnie.